# Кардона, Марк
Марк Кардона Ровира (исп. Marc Cardona Rovira; 8 июля 1995, Льейда, Испания) — испанский футболист, нападающий клуба «Лас-Пальмас».

## Клубная карьера
Кардона начал профессиональную карьеру в клубе «Атлетико Санлукеньо», в составе которого выступал в Терсере. В 2016 году Кардона перешёл в «Барселону», где для получения игровой практики начал выступать за дублирующий состав. 20 августа в матче против «Атлетико Сагунтино» он дебютировал в Сегунде B. В своём дебютном поединке Марк сделал хет-трик, забив свои первые голы за дублирующий состав. 30 ноября в матче Кубка Испании против «Эркулеса» он дебютировал за основной состав клуба. 6 декабря в поединке Лиги чемпионов против мёнхенгладбахской «Боруссии» Марк дебютировал на международной арене, заменив во втором тайме Арду Турана. В 2017 году он стал обладателем национального кубка, хотя принял участие всего в одном матче турнира.
Летом 2018 года Кардона на правах аренды перешёл в «Эйбар». 31 августа в матче против «Реал Сосьедада» он дебютировал в Ла Лиге. В этом же поединке Марк забил свой первый гол за «Эйбар».

## Достижения
«Барселона»
- Обладатель Кубка Испании: 2016/17